# Prosélito
O termo "Prosélito" provém do Koiné προσήλυτος/proselytos, presente na Septuaginta, usado para estrangeiros e forasteiros em Israel"; um "peregrino na terra", e no Novo Testamento significa conversos ao Judaísmo de outras religiões. O equivalente hebraico é גר/ger.
Os prosélitos, que eram os gentios, ou os não judeus, que se converteram ao judaísmo. Eram circuncidados.